# Tommy Jacobsson
Hans Tommy Jacobsson, född 8 maj 1933 i Stockholm, död 4 juni 2005 i Annedals församling i Göteborg, var en svensk sångare som deltog i den svenska Melodifestivalen 1963 med melodierna Fröken Eko och Scheherazade. Båda slutade oplacerade.
Han var gift med skådespelaren Lill Larsson. De är begravda på Backa nya kyrkogård.

## Teater

### Roller (ej komplett)
| År   | Roll         | Produktion | Regi           | Teater        |
| ---- | ------------ | --- | -------------- | ------------- |
| 1964 | P. R. Slogan | Hur man lyckas i affärer utan att egentligen anstränga sig Frank Loesser, Abe Burrows, Jack Weinstock och Willie Gilbert | Folke Abenius  | Oscarsteatern |
| 1965 | Krupke       | West Side Story Leonard Bernstein, Stephen Sondheim och Arthur Laurents                                                  | Rikki Septimus | Oscarsteatern |